# Jaffueliobryum raui
Jaffueliobryum raui là một loài Rêu trong họ Grimmiaceae. Loài này được (Austin) Thér. mô tả khoa học đầu tiên năm 1928.